# Stephen Akinmurele
Stephen Oladimeji K. Akinmurele (* 16. März 1978; † 28. August 1999 in Manchester) war ein britischer mutmaßlicher Serienmörder nigerianischer Herkunft, der zwischen 1995 und 1998 wegen Mordes an fünf älteren Menschen angeklagt wurde. Akinmurele gestand eine Reihe von Morden, beging jedoch vor Beginn des gegen ihn gerichteten Gerichtsprozesses Suizid. Die Polizei glaubt, dass er auch für zwei weitere Morde verantwortlich gewesen sein könnte.

## Leben
Akinmureles Vater stammte aus Nigeria und seine Mutter von der Isle of Man, ab dem Alter von sechs Jahren wurde er von seiner Mutter und seiner Großmutter großgezogen. Als Kind hatte er psychische Probleme, geriet aber nie in den Konflikt mit der Polizei. 1996 zog er nach Blackpool und arbeitete im Sozialamt sowie als Barkeeper.

## Opfer
Stephen Akinmurele wurde verdächtigt, insgesamt fünf ältere Menschen getötet zu haben. Der leitende Ermittler in dem Fall notierte, Akinmurele hätte einen „pathologischen Hass“ auf alte Menschen. Weil er ältere Menschen, die in ruhigen Vorstadtstraßen lebten, als Opfer aussuchte, wurde er „Cul-de-sac killer“ genannt. Akinmurele hatte eine Vorgeschichte von Geisteskrankheiten und bereits im Alter von 11 Jahren Verbrechen gegen ältere Menschen begangen. 
- Im Jahr 1995 starb Marjorie Ashton bei einem Feuer in ihrem Apartment in Ballasalla auf der Isle of Man. Sie war zuvor in ihrer Wohnung durch Strangulation getötet worden[2][4]
- Im Februar 1996 kam Dorothy Harris auf ähnliche Weise, ebenfalls in Ballasalla, ums Leben. Ihr Tod wurde zunächst als Unfall eingestuft, später verdächtigte man allerdings Akinmurele, die blinde und teilweise taube Seniorin ermordet zu haben.
- Im Oktober 1998 kam Jemmimah Cargill, eine 75-jährige Seniorin, die mit Stephen Akinmurele in einer Wohnung lebte, bei einem Brand ums Leben. Dieser Fall wurde nachträglich als Mord eingestuft.[3][4]
- Am 30. Oktober 1998 überfiel Akinmurele das Ehepaar Joan und Eric Boardman in deren Wohnung. Er erdrosselte Joan Boardman und griff Eric Boardman mit einem Knüppel an, den er verletzte und in dem Glauben zurückließ, ihn getötet zu haben. Eric Boardman ging ihn daraufhin an, weshalb Akinmurele den verwendeten Knüppel am Tatort zurückließ. Joan und Eric Boardman wurden später tot in ihrer Wohnung aufgefunden.[2] Auf dem Knüppel konnten Akinmureles Fingerabdrücke sichergestellt werden.[3] Boardman erhielt eine posthume Auszeichnung für seinen Mut, sich und seine Frau gegen Akinmurele zu verteidigen, wodurch Akinmurele belastendes Beweismaterial am Tatort zurückließ und die Polizei ihn fassen konnte.

## Haft und Tod
Akinmurele wurde aufgrund der Fingerabdrücke, die er auf einem bei dem Doppelmord am 30. Oktober verwendeten Totschläger hinterlassen hatte, identifiziert und festgenommen. In Untersuchungshaft griff er mehrere Menschen tätlich an und verletzte dabei einen Arzt. Außerdem fiel er durch Bedrohungen auf. Er behauptete, dass er einen „Kick“ davon bekäme, alte Menschen zu ermorden. Neben den fünf ihm erwiesenen Morden gibt es eine Reihe von Verdachtsfällen, die frühesten aus dem Jahr 1994.
Stephen Akinmurele erhängte sich einige Wochen vor seinem Prozess am 28. August 1999 in seiner Zelle. In dem von ihm verfassten Abschiedsbrief schrieb er, er „halte das Gefühl nicht mehr aus, ständig töten zu wollen.“ Zuvor war er in der Haft mehrfach zwischen Krankenhausbereich und Isolationshaft gewechselt, da er Gewaltfantasien und Suizidabsichten geäußert hatte.